# Juan Baptista Pastene
Giovanni Battista Pastene (1507 Janov, Itálie - 1580 Santiago de Chile, Chile) byl janovský mořeplavec, který ve službách španělské koruny prozkoumal pobřeží Panamy, Kolumbie, Ekvádoru, Peru a Chile až k souostroví Chiloé.

## Působení v Americe
Jeho rodiče byli Thomas a Esmeralda Solimana Pastene. V dospělosti se oženil s Genevou Seixas se kterou měl tři děti. V roce 1526 připlul do Hondurasu. O 10 let později v roce 1536 odchází do Peru do služeb Francisca Pizarra. V následujících letech se stal velitelem lodi Concepción. V roce 1544 byl vyslán Pedrem de Valdiviou s loďstvem na průzkum západního pobřeží Ameriky. Úkolem bylo doplout do Magellanova průlivu, což se nepovedlo, přesto se mu podařilo objevit řadu ostrovů a zátoku Concepción, kde je dnes stejnojmenné město. Doplul až k 44° jižní šířky k ostrovu Chiloé, čímž byl prvním kdo zahájil průzkum Chilského archipelu. V následujících letech v Peru hledal podporu pro nové osady v Chile. V roce 1564 byl starostou v Santiago de Chile a také byl guvernérem ve Valparaísu. Zemřel v roce 1580 v Santiagu de Chile. V jeho průzkumech pokračoval Juan de Ladrilleros.